# هاکوسنشا
هاکوسنشا (به ژاپنی: 株式会社白泉社 Kabushiki-gaisha Hakusensha) یک شرکت انتشاراتی ژاپنی می‌باشد، که دفتر اصلی آن در چیودا، توکیو مستقر است. این شرکت به طور گسترده نشر مجلات مانگا در سبک‌های مختلف را بر عهده دارد که عمدتاً مخاطبان مؤنث را نشانه می‌رود، و در کنار آن به تولید بازی‌های ویدئویی، اووی‌ای، موسیقی، رمان و مجموعه‌های تلویزیونی انیمه نیز می‌پردازد.

## انتشارات

### مجلات مانگا
- هانا تو یومه
- بساتسو هانا تو یومه
- لالا
- لالا دی‌اکس
- شونن جتس
- ملودی
- سیلکی
- مو
- یانگ انیمال
- یانگ انیمال آراشی
- هانامورو بلک
- له پارادیس[۳]

برخی مانگا و انیمه‌هایی که این شرکت در آن‌ها نقش داشته است:
- برزرک
- برزرک: گولدن ایج آرک
- فروتس بسکت
- ومپایر نایت